# L’Allemagne dynastique
Pour les articles homonymes, voir AD.
L’Allemagne dynastique (l’« AD ») ou L’Allemagne dynastique : les quinze familles qui ont fait l’empire est un ouvrage en sept volumes de Michel Huberty, Alain Giraud, François et Bruno Magdelaine, sous la direction de Michel Huberty, paru entre 1976 et 1991 au Perreux-sur-Marne (Val-de-Marne) chez Alain Giraud. Il constitue une généalogie critique des quinze familles qui ont régné sur l’Allemagne et les territoires voisins au début du XXe siècle.

## Volumes

### L’Allemagne dynastique, t. I: Hesse-Reuss-Saxe
Paru en 1976, ce volume aborde l’histoire des Maisons de Hesse, Reuss et de Saxe.

### L’Allemagne dynastique, t. II: Anhalt-Lippe-Wurtemberg
Paru en 1979, ce volume aborde l’histoire des Maisons d'Anhalt, de Lippe et de Wurtemberg.

### L’Allemagne dynastique, t. III: Brunswick-Nassau-Schwarzbourg
Paru en 1981, ce volume aborde l’histoire des Maisons de Brunswick, de Nassau et de Schwarzbourg.

### L’Allemagne dynastique, t. IV: Wittelsbach
Paru en 1985, ce volume aborde l’histoire de la Maison de Wittelsbach.

### L’Allemagne dynastique, t. V: Hohenzollern-Waldeck Familles alliées A-B
Paru en 1989, ce volume aborde l’histoire des Maisons de HohenZollern et de Waldeck.

### L’Allemagne dynastique, t. VI: Bade-Mecklembourg Familles alliées C-G
Paru en 1991, ce volume aborde l’histoire des Maisons de Bade et de Mecklembourg.

### L’Allemagne dynastique, t. VII: Oldenbourg Familles alliées H-L
Paru en 1995, ce volume aborde l’histoire de la Maison d’Oldenbourg.